# هنزا (مقاطعة رابر)
هنزا هي مدينة في مقاطعة رابر، إيران. عدد سكان هذه المدينة هو 1,452 في سنة 2016.